# 热纳普
热纳普（法語：Genappe，法語發音：[ʒənap] ⓘ，荷蘭語發音：[ɣeːˈneːpijə(n)] ⓘ）是比利时瓦隆大区瓦隆布拉班特省的一个城市，南与埃諾省接壤，通行法语，是比利时法语社群的一部分，面积89.57平方千米，人口15,353人（2018年1月1日）。